# کانگ اوک سون
کانگ اوک سون (انگلیسی: Kang Ok-sun؛ زادهٔ ۱۴ آوریل ۱۹۴۶) بازیکن والیبال اهل کره شمالی بود.